# NGC 5663
NGC 5663 é uma galáxia elíptica (E-S0) localizada na direcção da constelação de Libra. Possui uma declinação de -16° 34' 50" e uma ascensão recta de 14 horas, 33 minutos e 56,2 segundos.
A galáxia NGC 5663 foi descoberta em 1886 por Frank Leavenworth.